# Misanthrope Count Mercyful
Misanthrope Count Mercyful (рус. Мизантроп Граф Милосердный) — российская метал-группа, играющая в стилях модерн-метал и ню-метал из города Санкт-Петербурга, выпустившая на данный момент четыре студийных альбома — «Life Is Gone», «Last Living Man», «Just Hate», «World Without A Face».

## История группы
Группа «Misanthrope Count Mercyful» (Мизантроп Граф Милосердный — игра слов — Мизантроп и Милосердный) была создана Сергеем «Misanthrope» Милосердным и Алексеем Севастьяновым в 2001 году. Первоначально коллектив назывался Green Mile, и направление музыки можно было охарактеризовать как пессимистично-депрессивный дум-метал. Потом произошла первая смена состава. Вместе с приходом Дениса Степанова и Владислав «Vladeath» Сивков кардинально меняется и стиль группы. Музыка становится агрессивной, злой, импульсивной, но мелодичной. После перемен группа ведёт активную концертную деятельность. В 2003 году состав опять меняется, группа расстаётся с барабанщиком Дэном Степановым, на его смену приходит Владислав Сальцевич, барабанщик легендарных Gods Tower. И в том же году Misanthrope Count Mercyful записывает своё первое демо из четырёх треков под названием «Misanthrope Count Mercyful», запись которого проходила на студии Чёрный Обелиск, записывал демо Дмитрий Борисенков. Демо выходит на собственном лейбле Misanthrophobia Rec. В 2004 году коллектив записывает свой первый полновесный альбом «Life Is Gone». Альбом записывается на студии Phantom Pain Studio под руководством продюсера Antti Ihalainen, а сводить альбом группа направляется в «Astia Studio» у Anssi Kippo, мастеринг в Sonichouse TM у Teemu Myyrylainen.
В 2005 году альбом выходит на собственном лейбле Misanthrophobia Rec.
В 2005 группа участвует в фестивале Pushkin Drive 2005 в Пушкине.
В 2006 году группа опять подвергается кадровым перестановкам. Коллектив расстаётся с барабанщиком В. Сальцевичем. На его место приходит барабанщик Александр Яковлев. В 2007 году коллектив записывает новый альбом. И опять всё те же Phantom Pain Studio и «Astia Studio».
Мастеринг сделали на Finnvox, у Mikka Jussila.
В 2008 году альбом «Last Living Man» в стиле Post Thrash Metal-Groove Metal-Melodic Death Metal выходит на лейбле Mazzar / Mystic Empire.
Группа участвует в фестивале Rock Palace 2008.
12 сентября 2009 группа MCM (Misanthrope Count Mercyful) выступила в качестве суппорта легенды мирового Thrash Metal группы Kreator в рамках тура «HORDES OF CHAOS RUSSIA TOUR 2009» в городе Санкт-Петербург, в ГлавClub.
16.12.2009 Группа MCM (Misanthrope Count Mercyful) стали официальными представителями гитар фирмы ESP в России.
28 июля 2010 группа MCM (Misanthrope Count Mercyful) выступила в качестве суппорта легенды мирового Индастриал-метал-группы Fear Factory в рамках тура в поддержку альбома Mechanize в городе Санкт-Петербург, в ГлавClub.
03 июля, 2011 группа MCM (Misanthrope Count Mercyful) выступила в качестве суппорта группы Mastodon в городе Санкт-Петербург, в ГлавClub.
В Августе 2011 группа закончила запись нового альбома. Запись проходила в «Astia Studio» (Архивная копия от 3 июня 2007 на Wayback Machine). Записью и продюсированием занимался Ансси Киппо — Children of Bodom, Norther, To/Die/For, Grenouer. В процессе записи группу покидает басист Алексей Севастьянов, и оставшиеся партии бас-гитары записывает Владислав «Vladeath» Сивков, также на одной из песен бас записал Anssi Kippo. В октябре в группу приходит новый басист Артем Серебряков, который долгое время играл на гитаре в питерской группе Кома.
В ноябре 2011 группа закончила съёмки клипа на песню «Just Hate», режиссёром которого выступил знаменитый российский клипмейкер Олег Гусев.
10 октября 2012 года альбом Just Hate выходит на собственном лейбле Misanthrophobia Rec.
02 ноября 2012 группа MCM (Misanthrope Count Mercyful) выступила в качестве суппорта группы Sodom в городе Санкт-Петербург, в клубе «Арктика».
25 Февраля 2013 четвёртый альбом группы World Without A Face выходит на собственном лейбле Misanthrophobia Rec.
В конце 2013 года группу покидает Артем Серебряков, вернувшись на место гитариста группы Кома. На место бас-гитариста приходит Ярослав Помогайкин, один из лучших блюзовых гитаристов Петербурга.
24 Января 2014 группа MCM (Misanthrope Count Mercyful) повторно выступила в качестве суппорта группы Sodom в городе Санкт-Петербург, в клубе «Зал Ожидания».
Перед началом тура с группой Megadeth группу покидает Александр Яковлев, и запланированные концерты находились на гране провала. Группу выручил барабанщик Питерского коллектива Grenouer, Денис Степанов, который начинал с группой MCM (Misanthrope Count Mercyful) в начале её творческого пути в 2001, и 28—29 июля 2014 группа MCM (Misanthrope Count Mercyful) всё-таки выступила в качестве суппорта легенды мировой музыки группы Megadeth в городе Санкт-Петербург, в клубе «Аврора», и в Москве, в клубе «Just Arena».
В июле 2015 года в группу на место барабанщика пришел Максим «Amigo» Исаков, который играл в группах: Клафелин, Нет Сна, Turn Violet, the КРЫША. Мызыка группы изменилась в сторону ню-метала и альтернативного метала. Место басиста занял Сергей «Fynn» Варакин. В январе 2016 группа поехала в Финляндию на «Astia Studio», где записала два сингла Отпусти меня и Дай мне. Записью и продюсированием занимался Anssi Kippo.
В мае 2017 году группа выпустила видеоклип на сингл «Отпусти меня» реж. Илья Благовский. Как и предыдущее видео группы Just Hate видеоклип «Отпусти меня» снят в стиле короткометражного фильма ужасов. В главной роли снялся Иван Турист (Юрий Салтыков), один из основатель группы НОМ. Клип участвовал в XXV фестивале «Окно в Европу» и стал одним из лидеров в категории «Лучшее музыкальное видео».

## Состав

### Последний состав
- Сергей «Misanthrope» Милосердный — гитара (2001—2015), вокал (с 2001)
- Владислав Сивков — гитары (с 2001)
- Сергей «Fynn» Варакин — бас (c 2015)
- Максим «Amigo» Исаков — барабаны (с 2015)
- Юрий «Kilemall» Климов — гитара (с 2017)

### Бывшие участники

#### Ударные
- Борис Ершов (2001)
- Денис Степанов (2001—2003)
- Владислав Сальцевич (2003—2006)
- Александр Яковлев (2006—2014)

#### Бас
- Алексей Севастьянов (2001—2011)
- Артём Серебряков (2011—2013)

## Дискография
- 2005 — Life Is Gone (Misanthrophobia Rec)
- 2008 — Last Living Man (Mazzar / Mystic Empire)
- 2012 — Just Hate (Misanthrophobia Rec)
- 2013 — World Without A Face (Misanthrophobia Rec)

### EP и Демо записи
- 2003 — Misanthrope Count Mercyful (Misanthrophobia Rec)

### DVD
- 2010 — Reincarnation of Chaos (Misanthrophobia Rec)

### Синглы
- 2016 — Отпусти меня (интернет издание)

## Видеография
- 2008 Uncontrolled Mind
- 2008 The Damned
- 2011 Just Hate
- 2017 Отпусти меня